# Gwilym Ellis Lane Owen
Gwilym Ellis Lane Owen (* 18. Mai 1922 in Southsea; † 10. Juli 1982 in Cambridge) war ein britischer Philosoph walisischer Herkunft, der sich mit der Geschichte der antiken griechischen Philosophie beschäftigte.

## Leben
Von 1973 bis zu seinem frühen Tod war er der vierte Laurence Professor of Ancient Philosophy an der Cambridge University. Im Jahr 1968 wurde er zum Mitglied der American Academy of Arts and Sciences und 1969 wurde er zum Fellow der British Academy gewählt.
Bekannt geworden ist er insbesondere durch seine Ansichten zur philosophischen Entwicklung des Aristoteles. Zusammen mit J. L. Ackrill und Gregory Vlastos gilt er als einer der Initiatoren der Beschäftigung mit der antiken griechischen Philosophie im Anglo-Amerikanischen Kontext. Zu seinen zahlreichen Schülerinnen und Schülern zählen Martha Nussbaum und Malcolm Schofield.
Gemeinsam mit Ingemar Düring begründete er 1957 das Symposium Aristotelicum, ein alle drei Jahre stattfindendes Symposion bedeutender Aristotelesforscher.

## Schriften
- Τιθεναι τα Φαινομενα. In: Suzanne Mansion (Hrsg.), Aristote et les problèmes de méthode. Communications présentées au Symposium Aristotelicum tenu à Louvain du 24 août au 1er septembre 1960. Publications Universitaires de Louvain u. a., Löwen u. a. 1961, S. 83–103.
- Logic, Science and Dialectic. Collected Papers in Greek philosophy. Edited by Martha Nussbaum. Duckworth, London 1986, ISBN 0-7156-1897-0.